# Säveska huset
Säveska huset (Sankt Hansgatan 30) är ett medeltida packhus i Visby.

## Historik
Säveska huset härrör från slutet av 1200-talet. Byggnaden har ett välvt rum i bottenplanen, som möjligen är den övre delen av en igenfylld högkällare. Över bottenvåningen finns spår av tre magasinsvåningar. I den norra fasaden mot Bremergränd finns på andra våningen en dörröppning med tegelomfattning, vilken tidigare ledde ut till ett valvhus, vilket revs på 1800-talet. Öster om packhuset finns rester av en längre medeltida senbyggnad, som under 1600-talet försetts med en övervåning i skiftesverk.

## Bilder

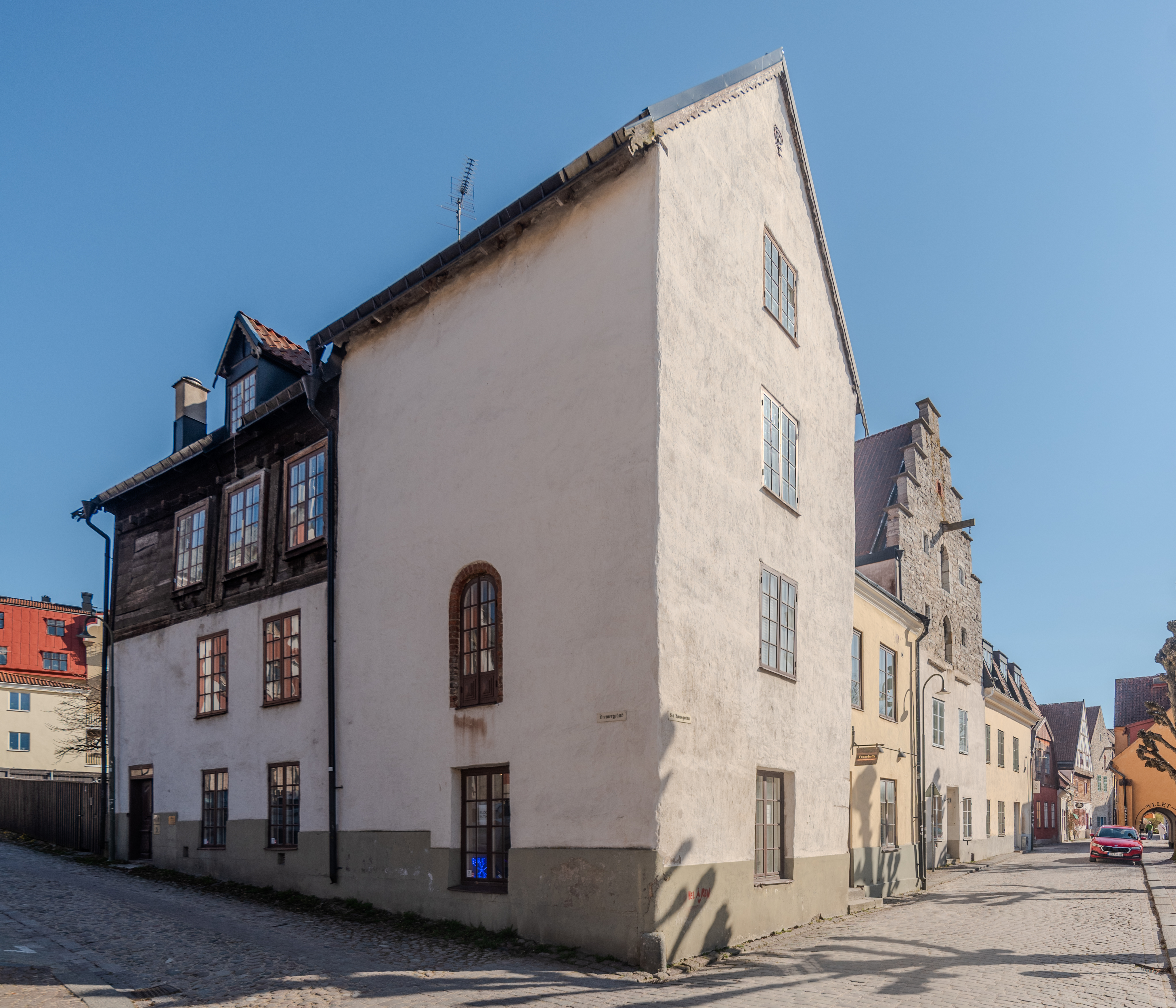
Säverska huset från nordost.
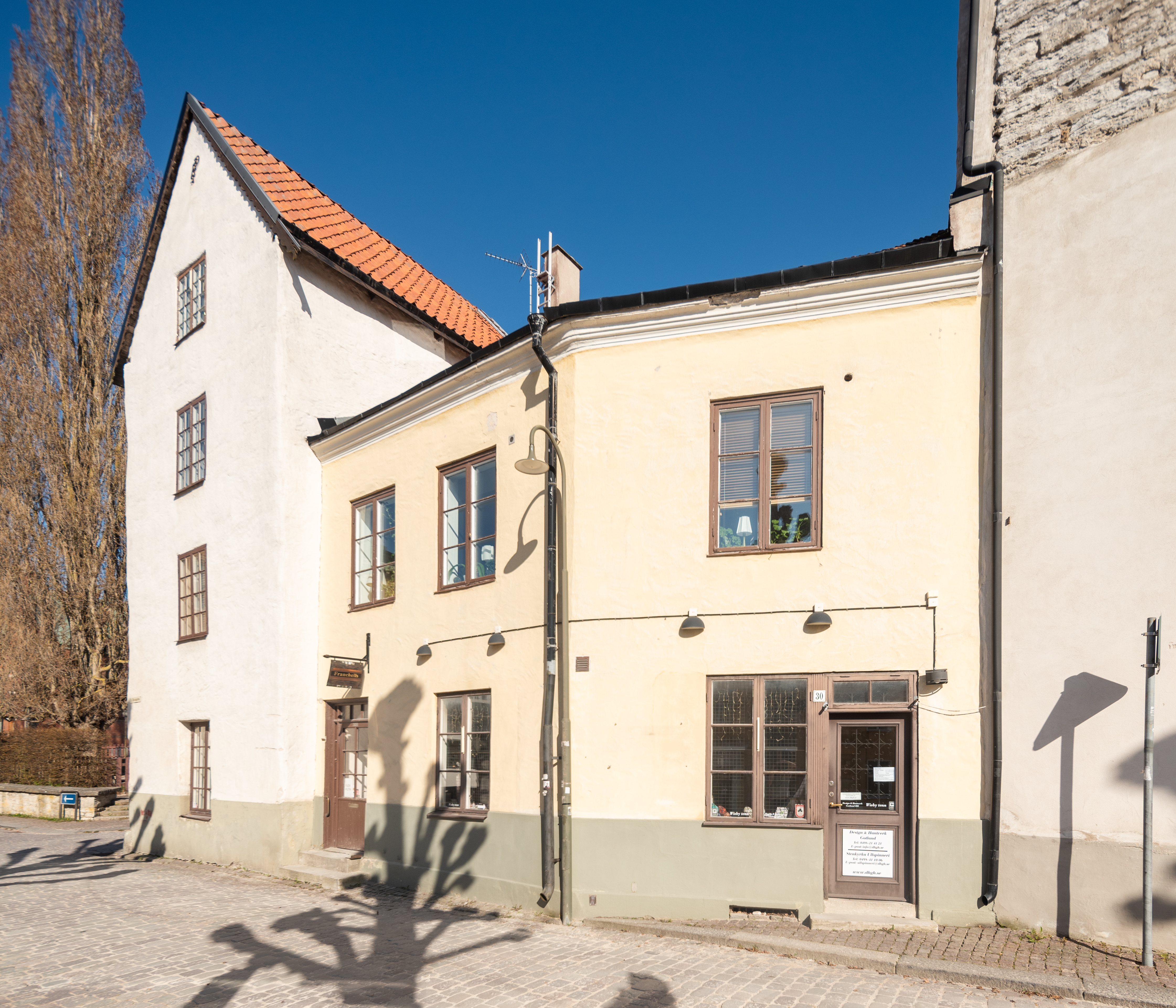
Fasad mot Sankt Hansgatan.